# Koe Wetzel
Pour les articles homonymes, voir Wetzel.
Koe Wetzel est un chanteur de musique country américain né en 1992 à Pittsburg, au Texas.

## Biographie

### Jeunesse
Ropyr Madison Koe Wetzel naît en 1992 à Pittsburg, dans l'Est du Texas. Il est fils de Julie, ancienne employée de banque devenue directrice commerciale de la commission scolaire indépendante de Pittsburg, et Gary Wetzel, ouvrier du bâtiment, qui lui ont donnée le nom de Koe en hommage au chanteur David Allan Coe,. Il apprend à jouer de la guitare à l'âge de 12 ans. Il étudie à l'université d'État de Tarleton, où il pratique le football américain à la position de linebacker.

### Carrière
Au début des années 2010, il fonde le groupe Koe Wetzel and the Konvicts. Le groupe sort son premier EP en 2012, intitulé Love and Lies, suivi des projets Out on Parole en 2015 et Noise Complaint en 2016.
En 2019, Koe Wetzel délivre son premier album solo : Harold Saul High. Le projet, porté par le single Ragweeds certifié single d'or en octobre 2023, atteint la 65e place du Billboard 200 et la 10e place du Top Albums country.
L'an suivant, le 20 novembre 2020, le chanteur de Pittsburg dévoile Sellout, son deuxième album studio, nommé ainsi en référence à sa signature avec la major Columbia Records conclue plus tôt dans l'année.
Le 16 septembre 2022 paraît Hell Paso, son troisième album studio, enregistré au Sonic Ranch à Tornillo. Porté par les singles Drunk Driving, certifié single de platine en août 2023, et Creeps, certifié single d'or en mars 2024, l'album se place à la 12e place du Billboard 200 lors de sa première semaine de commercialisation.
Le 17 mai 2024, le chanteur sort le single Sweet Dreams ; lequel devient son premier single à atteindre le Top 100 des ventes de singles aux États-Unis, débutant à la 47e place et culminant à la 35e,.
Le mois de juin suivant, Koe Wetzel dévoile le single High Road en collaboration avec la chanteuse Jessie Murph. Le titre connait un grand succès, se plaçant en tête du classement airplay des radios country et se hissant à la 22e place du Billboard Hot 100,.
Le 19 juillet 2024, Koe Wetzel sort 9 Lives, son 4e album studio. 9 Lives s'écoule à 36 200 exemplaires lors de sa première semaine d'exploitation et classe à la 15e place du Billboard 200, ainsi qu'à la 5e place du Top Albums country. Succès critique, l'album figure notamment à la 5e place des meilleurs albums de musique country et d'americana de 2024, ainsi que parmi les 100 meilleurs albums de ladite année selon le magazine Rolling Stone.

## Discographie

### Albums solo
- 2019 : Harold Saul High
- 2020 : Sellout
- 2022 : Hell Paso
- 2024 : 9 Lives

### Avec The Konvicts
- 2012 : Love and Lies
- 2015 : Out on Parole
- 2016 : Noise Complaint